# Rojus Adomaitis
Rojus Adomaitis, né le 23 novembre 1998 à Klaipėda, est un coureur cycliste lituanien.

## Palmarès sur route

### Par année
- 2015
  -  Champion de Lituanie sur route juniors
  - 2e du championnat de Lituanie du contre-la-montre juniors
- 2016
  -  Champion de Lituanie sur route juniors
- 2018
  -  Champion de Lituanie sur route espoirs
- 2019
  -  Champion de Lituanie sur route espoirs
  - 2e du championnat de Lituanie sur route
  - 3e du championnat de Lituanie du contre-la-montre espoirs
- 2020
  - 3e du championnat de Lituanie sur route espoirs

### Classements mondiaux
| Année           | 2018 | 2019 | 2020 |
| --------------- | ---- | ---- | ---- |
| UCI Europe Tour | 767e | 673e | 737e |

## Palmarès sur piste

### Championnats nationaux
- 2017
  -  Champion de Lituanie de vitesse par équipes (avec Justas Beniušis et Darijus Džervus)
- 2018
  - 2e du championnat de Lituanie de scratch
- 2019
  -  Champion de Lituanie de l'omnium
  - 2e du championnat de Lituanie de scratch
  - 2e du championnat de Lituanie de vitesse par équipes